# هانز موريتز فون برول
هانز موريتز فون برول (بالألمانية: Hans Moritz von Brühl)‏ (و. 1736 – 1809 م) هو عالم فلك، ودبلوماسي، ولاعب شطرنج من ألمانيا . وكان عضواً في الجمعية الملكية، والأكاديمية الروسية للعلوم .
توفي في لندن، عن عمر يناهز 73 عاماً.

## روابط خارجية
- هانز موريتز فون برول على موقع مباريات الشطرنج (الإنجليزية)
- هانز موريتز فون برول على موقع 365Chess.com (الإنجليزية)